# Duttaphrynus kotagamai
Duttaphrynus kotagamai är en groddjursart i släktet Duttaphrynus inom familjen paddor (Bufonidae). Arten är endemisk för Sri Lanka. Den lever i tropiska fuktiga bergsskogar och är en ovanlig art som tros vara känslig för habitatstörningar. Den är rödlistad av IUCN som starkt hotad.